# Chlorops herbarum
Chlorops herbarum är en tvåvingeart som först beskrevs av Robineau-desvoidy 1830.  Chlorops herbarum ingår i släktet Chlorops och familjen fläckflugor.
Artens utbredningsområde är Frankrike. Inga underarter finns listade i Catalogue of Life.